# Nathriobrium methioides
Nathriobrium methioides là một loài bọ cánh cứng trong họ Cerambycidae.